# John Smith (gobernador)
John Smith ( ca. 1600-1664) fue uno de los primeros colonos y gobernador de Rhode Island.
John Smith nació en Bretaña y llegó a Nueva Inglaterra entre 1631-1632, asentándose primero en Salem (Massachusetts), donde el conoció a Roger Williams. Smith más tarde se mudó a Boston, y fue desterrado por el gobierno puritano alrededor del año 1635. Smith luego se trasladó a Providence (Rhode Island) y de allí a Warnick. En 1648 él fue en calidad de juez a la corte del general Tryall en Warnick. Con Williams en calidad de moderador de las elecciones en 1649, Smith fue elegido presidente por el periodo de un año. En 1951 sirvió en la comisión de Warnick de Six en materia de gobierno colonial. En 1652 Smith fue elegido por segunda vez como presidente de la colonia. Durante este periodo, la primera ley estadounidense para la abolición de la esclavitud negra fue aprobada (esta fue extendida más tarde a la esclavitud india en 1676). Smith declinó dos veces a su oficio como presidente; se impusieron también durante este periodo penalidades para forzar a las personas a entrar en el servicio.
Smith también sirvió como comisionado de Warnick hasta su muerte en 1664.